# Усадьба Рдултовских
Усадьба Рдултовских (бел. Сядзіба Рдултоўскіх) — исторический памятник начала XIX века в посёлке Снов Несвижского района Минской области Беларуси. Включает в себя дворец в классическом стиле и пейзажный парк с прудом, выходящий на низкий берег реки Сновки.

## История

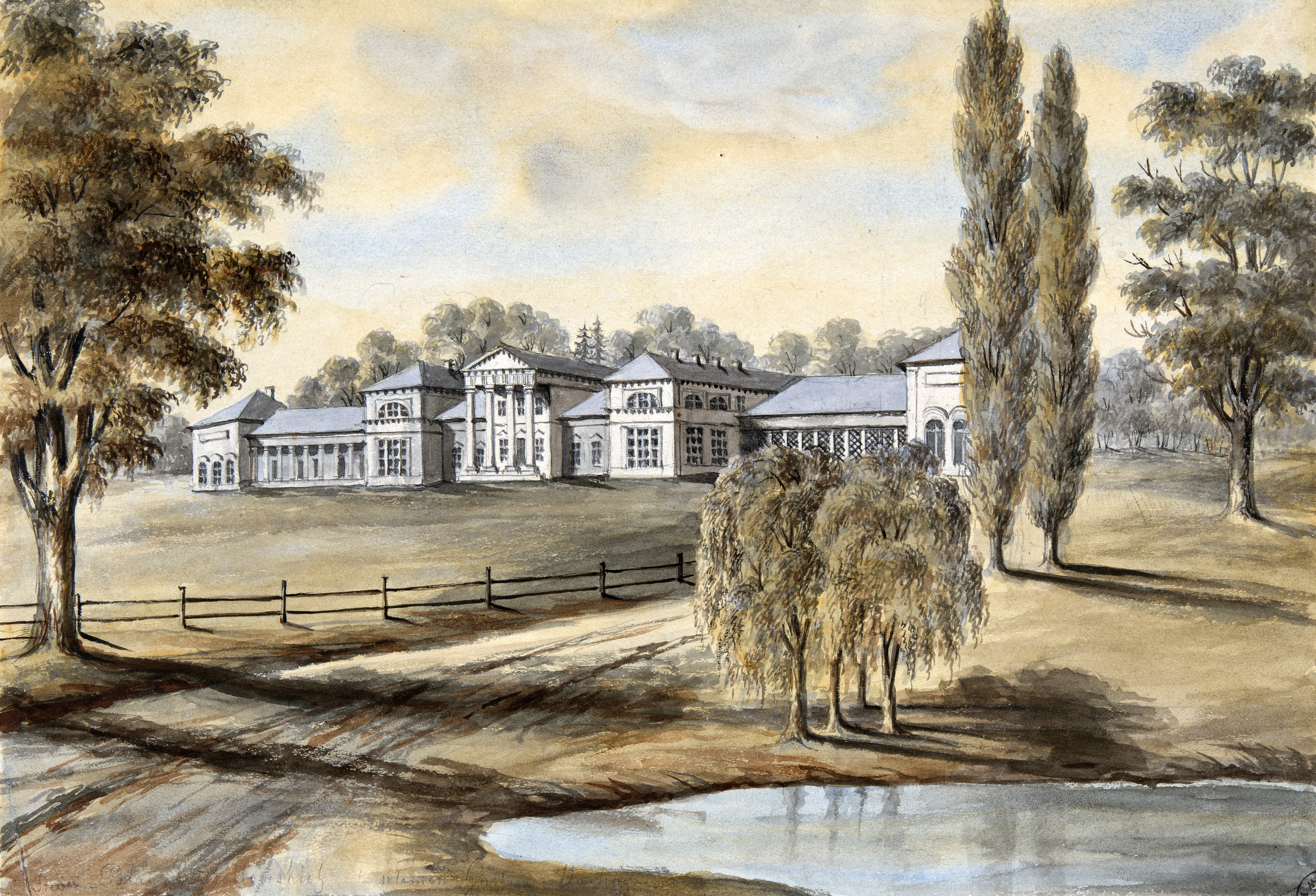
Дворец в Снове. Н. Орда, XIX в.

Усадьба была построена в 1825—1827 годах местным землевладельцем Казимиром Рдултовским (1785—1855), предводителем дворянства Новогрудского уезда. В 1854 году она перешла в руки барона Густава Гартинга (1819—1879) и оставалась в собственности семьи Гартингов вплоть до раздела Польши 1939 года. В 1925 году внук Густава Гартинга барон Хенрик Гартинг, переселившись в один из флигелей поместья, предоставил дворец Польскому пограничному корпусу, разместившему здесь ряд административных помещений, жильё для офицеров и казино. При Советском Союзе здесь располагался госпиталь пограничных войск, лишь в 2021 году КГБ Беларуси продаёт усадьбу за 750 тысяч рублей частному лицу.

## Описание
Дворец Рдултовских, построенный по проекту архитектора Бронислава Тычецкого, дошёл до нашего времени без серьёзных перестроек. Здание в простых и строгих классических формах имеет симметричную планировку. Длиной около 140 метров, дворец последовательно выполнен из ряда разновеликих объёмов, не производя впечатления монотонности. Центром архитектурной композиции выступает двухэтажный корпус с массивным четырёхколонным портиком ионического ордера под треугольным фронтоном. Центральный объём фланкирован широкими ризалитами с трёхчастными окнами на два этажа с полуциркульным завершением. Парковый фасад в этой части оформлен подобным же портиком несколько меньшего размера. В стороны от центрального объема простираются одноэтажные крылья, украшенные колоннадами, вновь завершающиеся небольшими двухэтажными корпусами. Стены дворца Рдултовских оформлены по всей длине венчающим карнизом, на торцевых фасадах — лепные орнаментальные вставки.

## В культуре
В усадьбе происходят действия пьесы «Крик рябины» Вацлава Кубацкого, поставленной в 1949 году сразу в нескольких театрах Польши.
В 1998 на территории усадьбы проходили съёмки клипа российской группы Белый Орёл «Как упоительны в России вечера».